# Fiat Talento (2016)
Il Fiat Talento è un furgone prodotto dalla casa automobilistica italiana Fiat Professional dal 2016 al 2020. Sviluppato per mezzo di un accordo con il gruppo Renault, il Talento viene prodotto nello stabilimento della casa francese di Sandouville.

## Nome
Il nome riprende l'omonimo mezzo costruito a cavallo tra gli anni ottanta e novanta su pianale, carrozzeria e meccanica accorciate del Fiat Ducato.
Come quasi tutta la gamma dei veicoli commerciali della casa torinese, anche il Talento riprende nella nomenclatura il nome di un'antica moneta, come il Fiorino, il Ducato e il Doblò che riprendono anch'essi i nomi di valute.

## Profilo

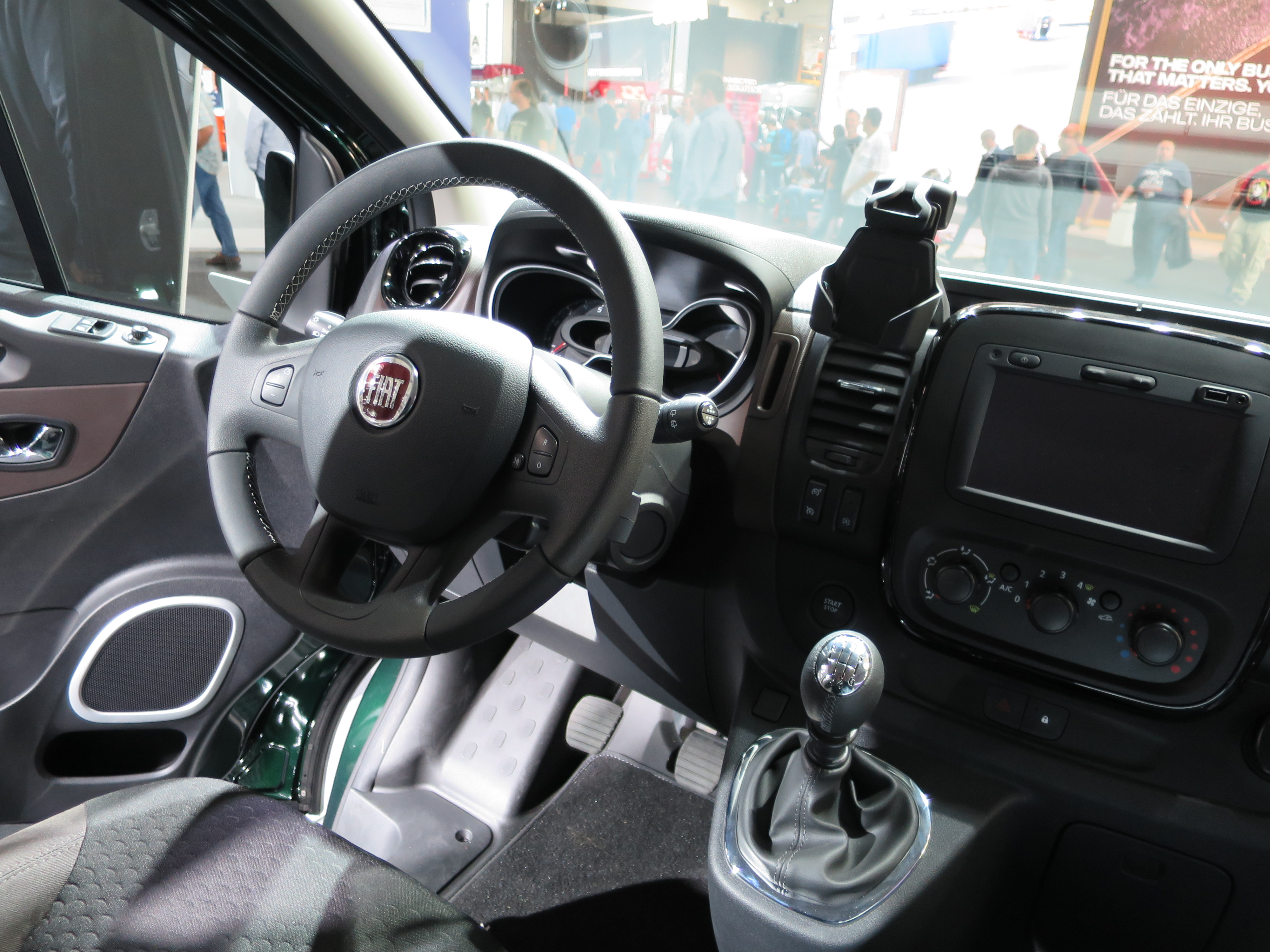
Gli interni

Preannunciato nell'ambito di un accordo Fiat-Renault del 2014, si tratta di una versione rimarchiata da Fiat Professional del progetto Renault Trafic venduto anche come Opel Vivaro e Nissan NV300 (con quest'ultimo presentato in tempi diversi). Sostituisce il Fiat Scudo costruito invece, insieme al Citroën Jumpy e al Peugeot Expert, in base al precedente accordo Sevel Nord con il gruppo PSA.
Dal Trafic da cui deriva, differisce per alcuni dettagli interni, per la mascherina esterna e per la profilatura inferiore del paraurti anteriore; altri componenti condivisi con la controparte francese sono anche i motori di origine Renault e la meccanica. Le sospensioni anteriori hanno il classico schema MacPherson dotato di barra antirollio all'anteriore, mentre al posteriore è presente un più economico sistema a barra di torsione con barra Panhard. I motori sono tutti dei diesel a 4 cilindri dalla cilindrata di 1.598 cm³ Renault R9M ribattezzati con la denominazione commerciale MultiJet (benché non adottino il sistema sviluppato da Fiat), dotati di uno o due turbocompressori dalla potenza di 95 CV e 260 Nm, 120 CV e 300 Nm nella versione monoturbo, mentre nella versione biturbo da 125 CV e 320 Nm e da 145 CV e 340 Nm. Le versioni dotate del sistema stop e start sono chiamate EcoJet..
Ad ottobre 2020, per la nascita del nuovo gruppo Stellantis tra FCA e PSA, viene interrotta la collaborazione con Renault per tale mezzo.